# NGC 3075
NGC 3075 je galaksija u zviježđu Lavu.

## Vanjske poveznice
- SEDS: NGC 3075